# Jean Gabriel Dufaud
Pour les articles homonymes, voir Dufaud.
Jean Gabriel Dufaud ou Gabriel Dufaud est un médecin français, né le 9 septembre 1855 à Clermont-Ferrand et mort le 7 janvier 1900 à Pau.

## Biographie
Fils d'Antoine Michel Dufaud (1825-...), propriétaire, négociant et receveur des hospices de la ville de Clermont-Ferrand, et de Julie Antoinette Lavandier (1828-1882), il nait le 9 septembre 1855 à Clermont-Ferrand, section ouest, au 1 rue des Chaussetiers. Par son père, fils de Gabriel Dufaud, propriétaire, et de Marie Appoline Rispal, il est cousin au 6e degré du compositeur, François Marie Félix Artance-Poupat, et du médecin, Germain Léon Marie Louis Heulz, et cousin au 7e degré de l'avocat clermontois, Félix Chaudessolle.
Il épouse, en premières noces, le 20 novembre 1883, à Ham, Uranie Eugénie Charlotte Surmay avec laquelle il a une fille, Juliette Eugénie Charlotte, qui va épouser le polytechnicien, Ernest Marie Narcisse Jouveau dit Dubreuil.
Il épouse, en secondes noces, le 26 novembre 1890, à la mairie du 6e arrondissement de Paris, Anne Louise Marie Noëmi Mordant.
Il décède, à l'âge de 44 ans, le 7 janvier 1900 à Pau.

## Carrière
Étudiant en médecine, il est reçu élève à l'école de santé militaire à l'hôpital du Gros-Caillou, à Paris.
Il intègre, le 10 novembre 1876, en qualité de médecin-élève, l'école du Val-de-Grâce, où il est nommé médecin-stagiaire, le 28 février 1878.
Nommé médecin-aide-major de 2e classe, par décret du 5 décembre 1878, pour prendre rang du 31 décembre suivant, il est affecté à l'hôpital militaire du camp de Châlons-sur-Marne. Il est promu médecin-aide-major de 1re classe, le 19 novembre 1880, pour prendre rang du 31 décembre suivant.
Le 22 novembre 1881, il est affecté au 36e régiment d'artillerie.
Par décret en date du 26 janvier 1883, il est attaché à la direction du service de santé du 13e corps d'armée,.
Il est promu médecin-major de 2e classe, le 18 mars 1885, et affecté au 107e régiment d'infanterie, stationné à Angoulême.
Par décision ministérielle en date du 8 février 1886, il est désigné pour être affecté à l'hôpital thermal de Barèges, pour l'année 1886.
Par décision ministérielle en date du 10 juin 1887, il est affecté aux hôpitaux militaires de la division d'Alger, où il est nommé, le 15 juillet suivant, médecin-chef de l'hôpital militaire de Teniet El Had.
Il participe à la campagne en Afrique, du 11 juillet au 21 octobre 1887.
Le 4 novembre suivant, il est nommé à l'hôpital militaire du Bey.
Vingt jours plus tard, il est affecté au 54e régiment d'infanterie et détaché à Ham.
Le 18 avril 1889, il rejoint les rangs du 4e régiment de chasseurs d'Afrique, en garnison à Tunis, et prend part à la campagne en Tunisie, du 20 mai 1889 au 22 mars 1893.
Le 5 mars 1893, il est versé au 98e régiment d'infanterie, en garnison à Roanne, et, le 23 mars 1895, au 82e régiment d'infanterie, stationné à Montargis,.
Affecté à l'hôpital militaire d'Amélie-les-Bains, par décision en date du 12 juillet 1897, il prend ses fonctions, le 18 août suivant. Il y sera nommé médecin-major de 1re classe, le 3 avril 1899.
Atteint d'infirmités temporaires, il est mis en non-activité, le 31 mars 1899, et rayé des contrôles le 20 juin suivant.

## Distinctions
- Officier du Nichan Iftikhar
- Chevalier de la Légion d'honneur

Le 11 septembre 1891, il est nommé officier du nichan Iftikhar,.
Ayant déjà reçu une citation du ministre, le 20 mai 1893,, son mémoire, intitulé Prophylaxie de l'endémie typhoïde à la caserne d'artillerie de Tunis (1889 à 1893), présenté à l'Académie de Médecine, est inscrit, en 1898, pour le concours du prix Nivet.
Par décret du 10 juillet 1899, il est nommé chevalier de la Légion d'honneur, en sa qualité de médecin-major de 1re classe, pour prendre rang du 19 juin 1899.

## Publications
- Étude sur les divers moyens employés pour maintenir la réduction des fragments dans les fractures des deux os de la jambe, thèse pour le doctorat en médecine, 1878[22],
- Prophylaxie de l'endémie typhoïde à la caserne d'artillerie de Tunis (1889 à 1893)[21],
- Histoire médicale de la garnison et de la ville de Roanne, Paris, F. Devalois, 1894 En ligne sur Gallica.